# Канцероматоз
Карциноматоз — множинні метастази в серозних оболонках або паренхімі органів, спричинені наявністю в організмі хворого злоякісного новоутворення. Термін частіше вживають стосовно серозних оболонок. По суті є поширенням в організмі ракового процесу з якогось органа, не є самостійним захворюванням, а ускладненням.

## Приклади вживання терміна
- Канцероматоз очеревини
- Канцероматоз плеври

## Клінічні ознаки
Канцероматоз серозних оболонок як правило супроводжується рясним випотом у відповідну серозну порожнину. Інтраопераційно виглядає як просовидні включення до серозної оболонки, які можуть зливатися і утворювати більші пухлини.
- Формування канцероматоза черевної порожнини характерно для багатьох видів раку травної системи: (рак шлунка, рак товстої і прямої кишки), однак найбільш характерно — для раку яєчників.
- Формування канцероматоза плевральної порожнини найбільш характерно для мезотеліоми плеври, раку легенів, раку молочної залози. Однак даний стан може бути обумовлено будь-якою пухлиною, здатною метастазувати до легень і плеври.

## Лікування
Лікування проводиться як хірургічним методом, так і хіміотерапією.